# Teofilo Pino
Teofilo Pino (* 19. April 1979) ist ein ehemaliger chilenischer Biathlet.
Teofilo Pino bestritt seine ersten internationalen Rennen bei der Militär-Skiweltmeisterschaft 2001 in Jericho, wo er 81. des Sprints wurde. 2003 wurde er in Rovaniemi 69. über 15 Kilometer im Freistil-Skilanglauf, 2004 in Östersund 65. und 2005 in Predeal 52. 2004 wurde er zudem 89. des Biathlon-Sprints und mit Marco Zúñiga, William Beoiza Yanez und Ruben Mercado Nunez in der Militärpatrouille disqualifiziert.
2003 bestritt Pino in Oberhof sein erstes Weltcuprennen und wurde 102. eines Sprints. Nur einmal konnte er wenig später in Antholz als 96. eines Sprints eine zweistellige Platzierung erreichen. In den Saisonen 2003/04 und 2004/05 startete der Argentinier abwechselnd in Welt- und Europacup. Höhepunkt der Karriere wurden die Biathlon-Weltmeisterschaften 2004 in Oberhof, bei denen der Chilene 107. des Sprints wurde, im Einzel aber trotz Meldung nicht an den Start ging. Kurz nach der WM erreichte er mit Platz 32 bei einem Sprint in Gurnigel sein bestes Resultat im Europacup und verpasste damit einen Punktgewinn nur um zwei Ränge. Nach der Saison 2005/06 trat Pino nicht mehr international an.

## Biathlon-Weltcup-Platzierungen
Die Tabelle zeigt alle Platzierungen (je nach Austragungsjahr einschließlich Olympische Spiele und Weltmeisterschaften).
- 1.–3. Platz: Anzahl der Podiumsplatzierungen
- Top 10: Anzahl der Platzierungen unter den ersten zehn (einschließlich Podium)
- Punkteränge: Anzahl der Platzierungen innerhalb der Punkteränge (einschließlich Podium und Top 10)
- Starts: Anzahl gelaufener Rennen in der jeweiligen Disziplin

| Platzierung         | Einzel | Sprint | Verfolgung | Massenstart | Staffel | Gesamt |
| ------------------- | ------ | ------ | ---------- | ----------- | ------- | ------ |
| 1. Platz            |        |        |            |             |         |        |
| 2. Platz            |        |        |            |             |         |        |
| 3. Platz            |        |        |            |             |         |        |
| Top 10              |        |        |            |             |         |        |
| Punkteränge         |        |        |            |             |         |        |
| Starts              | 2      | 10     |            |             |         | 12     |
| Stand: Karriereende |        |        |            |             |         |        |